# Campeonato Paranaense de Futebol de 2021 - Segunda Divisão
A Segunda Divisão do Campeonato Paranaense de Futebol 2021, foi a 57ª edição da competição, contou com a participação de 10 clubes. Sua organização foi de competência da Federação Paranaense de Futebol.
Foram disponibilizadas duas vagas à Primeira Divisão de 2022, já os dois clubes que terminaram a primeira fase nas duas últimas posições foram automaticamente rebaixados à Terceira Divisão de 2022.

## Regulamento
Como nas edições anteriores, o Paranaense Segunda Divisão contará com 3 fases:
- Primeira Fase: As equipes se enfrentaram em turno único, em nove rodadas. Os quatro melhores avançam para as semifinais, enquanto os dois últimos colocados descendem para a Terceira Divisão.
- Segunda Fase (Semifinais): O 1º Colocado do grupo enfrentará  o 4º Colocado, e o 2º enfrentará o 3º Colocado respectivamente, em partida de ida e volta, as duas equipes vencedoras passarão para a Terceira fase (Final) e conquistarão o acesso à Primeira Divisão.
- Terceira Fase (Final): Em partida de ida e volta será conhecido o campeão de 2021.

### Critérios de desempate
1. Maior número de vitórias;
2. Maior saldo de gols
3. Maior número de gols a favor;
4. Menor número de cartões vermelhos;
5. Menor número de cartões amarelos;
6. Sorteio.

## Primeira Fase

### Classificação
| Pos | Equipes          | Pts | J | V | E | D | GP | GC | SG  | %  | Classificação ou rebaixamento                     |
| --- | ---------------- | --- | - | - | - | - | -- | -- | --- | -- | ------------------------------------------------- |
| 1   | São Joseense     | 16  | 9 | 4 | 4 | 1 | 14 | 9  | +7  | 59 | Zona de classificação para a Semifinal            |
| 2   | União            | 16  | 9 | 4 | 4 | 1 | 13 | 9  | +4  | 59 | Zona de classificação para a Semifinal            |
| 3   | Apucarana Sports | 15  | 9 | 4 | 3 | 2 | 17 | 10 | +7  | 56 | Zona de classificação para a Semifinal            |
| 4   | PSTC             | 15  | 9 | 4 | 3 | 2 | 18 | 14 | +4  | 56 | Zona de classificação para a Semifinal            |
| 5   | Iguaçu           | 14  | 9 | 3 | 5 | 1 | 11 | 7  | +4  | 52 | Eliminados na Primeira Fase                       |
| 6   | Andraus          | 13  | 9 | 3 | 4 | 2 | 11 | 9  | +2  | 48 | Eliminados na Primeira Fase                       |
| 7   | Verê             | 9   | 9 | 2 | 3 | 4 | 11 | 12 | –1  | 33 | Eliminados na Primeira Fase                       |
| 8   | Prudentópolis    | 9   | 9 | 2 | 3 | 4 | 12 | 19 | –7  | 33 | Eliminados na Primeira Fase                       |
| 9   | Nacional-PR      | 6   | 9 | 1 | 3 | 5 | 10 | 15 | –5  | 22 | Zona de rebaixamento para a Terceira Divisão 2022 |
| 10  | Araucária        | 5   | 9 | 1 | 2 | 6 | 7  | 20 | –13 | 19 | Zona de rebaixamento para a Terceira Divisão 2022 |

### Confrontos
Para ler a tabela, a linha horizontal representa os jogos da equipe como mandante. A coluna vertical indica os jogos da equipe como visitante.
|  |                     |  |        |  |                      |
|  | Vitória do Mandante |  | Empate |  | Vitória do Visitante |

### Desempenho por rodada
Clubes que lideraram ao final de cada rodada:
| Rodadas | Rodadas | Rodadas | Rodadas | Rodadas | Rodadas | Rodadas | Rodadas | Rodadas | Rodadas |
| ------- | ------- | ------- | ------- | ------- | ------- | ------- | ------- | ------- | ------- |
| 1       | 2       | 3       | 4       | 5       | 6       | 7       | 8       | 9       |         |
| APU     | APU     | PST     | CEU     | SJO     | SJO     | SJO     | SJO     | SJO     |         |

Clubes que ficaram na última posição ao final de cada rodada:
| Rodadas | Rodadas | Rodadas   | Rodadas   | Rodadas   | Rodadas   | Rodadas   | Rodadas   | Rodadas   | Rodadas |
| ------- | ------- | --------- | --------- | --------- | --------- | --------- | --------- | --------- | ------- |
| 1       | 2       | 3         | 4         | 5         | 6         | 7         | 8         | 9         |         |
| NAC     | VER     | ARAUCÁRIA | ARAUCÁRIA | ARAUCÁRIA | ARAUCÁRIA | ARAUCÁRIA | ARAUCÁRIA | ARAUCÁRIA |         |

## Fase Final
Em itálico, as equipes que possuem o mando de campo no primeiro jogo do confronto e em negrito as equipes classificadas.
|  | Semifinais       | Semifinais | Semifinais | Semifinais |   |              | Final | Final | Final | Final |
|  |                  |            |            |            |   |              |       |       |       |       |
|  | São Joseense     | 2          | 1          | 3          |   |              |       |       |       |       |
|  | PSTC             | 0          | 2          | 2          |   |              |       |       |       |       |
|  | PSTC             | 0          | 2          | 2          |   | São Joseense | 2     | 2     | 4     |       |
|  |                  |            |            |            |   | São Joseense | 2     | 2     | 4     |       |
|  |                  | União      | 0          | 1          | 1 |              |       |       |       |       |
|  | União            | União      | 0          | 1          | 1 | 1            | 2     | 3     |       |       |
|  | União            |            |            |            |   | 1            | 2     | 3     |       |       |
|  | Apucarana Sports | 2          | 0          | 2          |   |              |       |       |       |       |

## Premiação
| Segunda Divisão 2021             |
| São José dos Pinhais             |
| -------------------------------- |
| São Joseense Campeão (1º título) |